# Plantin-Moretus-Museum
Koordinaten: 51° 13′ 5,9″ N, 4° 23′ 53,4″ O
Das Plantin-Moretus-Museum, niederländisch Museum Plantin-Moretus, am Vrijdagmarkt 22–23 in Antwerpen  geht auf die Druckerei des Christoph Plantin (Christoffel Plantijn) aus dem 16. Jahrhundert zurück. Das Druckereimuseum ist die einzige erhaltene Buchdruckerei aus der Zeit der Renaissance und des Barock und wurde 2005 als erstes Museum in die Liste des Weltkulturerbes der UNESCO aufgenommen.

## Historische Druckerei
Die Druckerei wurde 1555 gegründet. Sie war eine der größten ihrer Zeit und gilt als erste industrielle Buchdruckerei. Sie zählte bis zu 16 Druckpressen und hatte über 80 Beschäftigte. Plantin machte seinen Verlag zu einem Treffpunkt für bedeutende Humanisten, wie Justus Lipsius, druckte aber auch katholische und reformatorische Bücher. Nach seinem Tod übernahm sein Schwiegersohn Jan Moretus die Druckerei, die jetzt zu einer wichtigen Institution der Gegenreformation wurde. Später stand das Verlagshaus in engem Kontakt mit Peter Paul Rubens, der auch Bücher der Manufaktur illustrierte.
Die Druckerei hatte auch einen Ableger in Leiden, der 1583 bis 1619 bestand. Der Leiter war lange Zeit Francois Raphelengien (1539–1597).

Die historische Museumsdruckerei
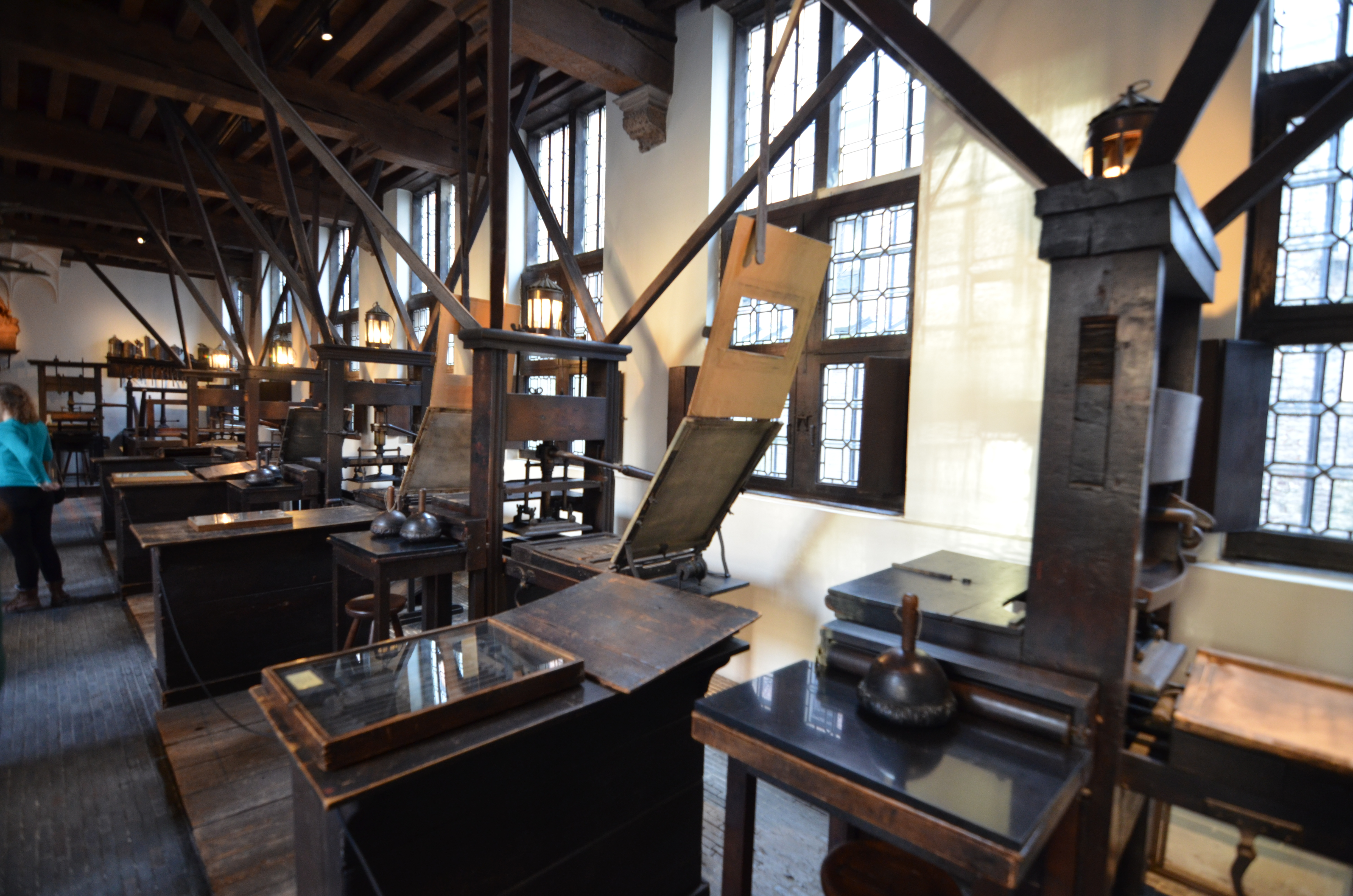
Druckmaschinenraum
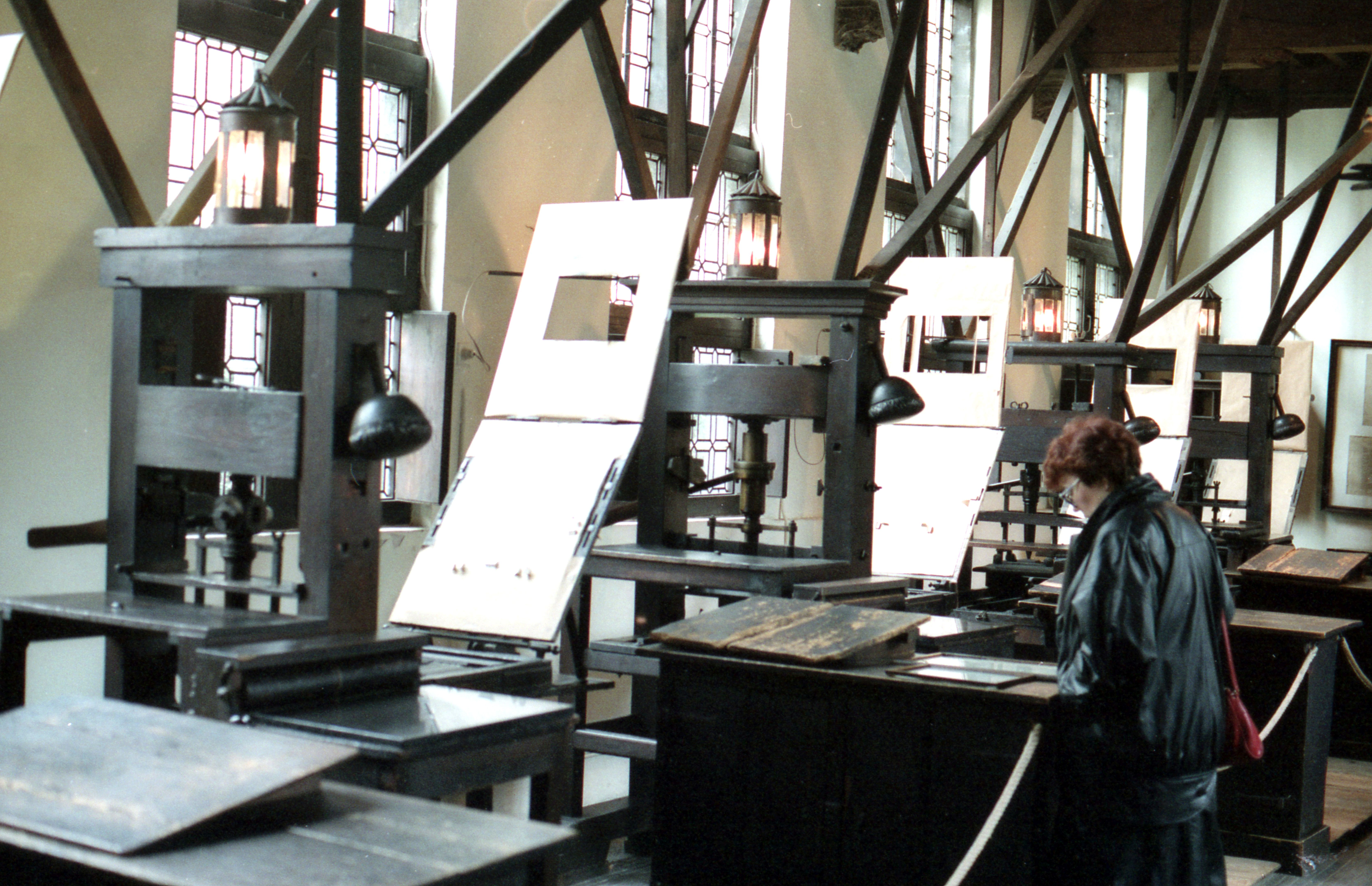
Alte Druckpressen
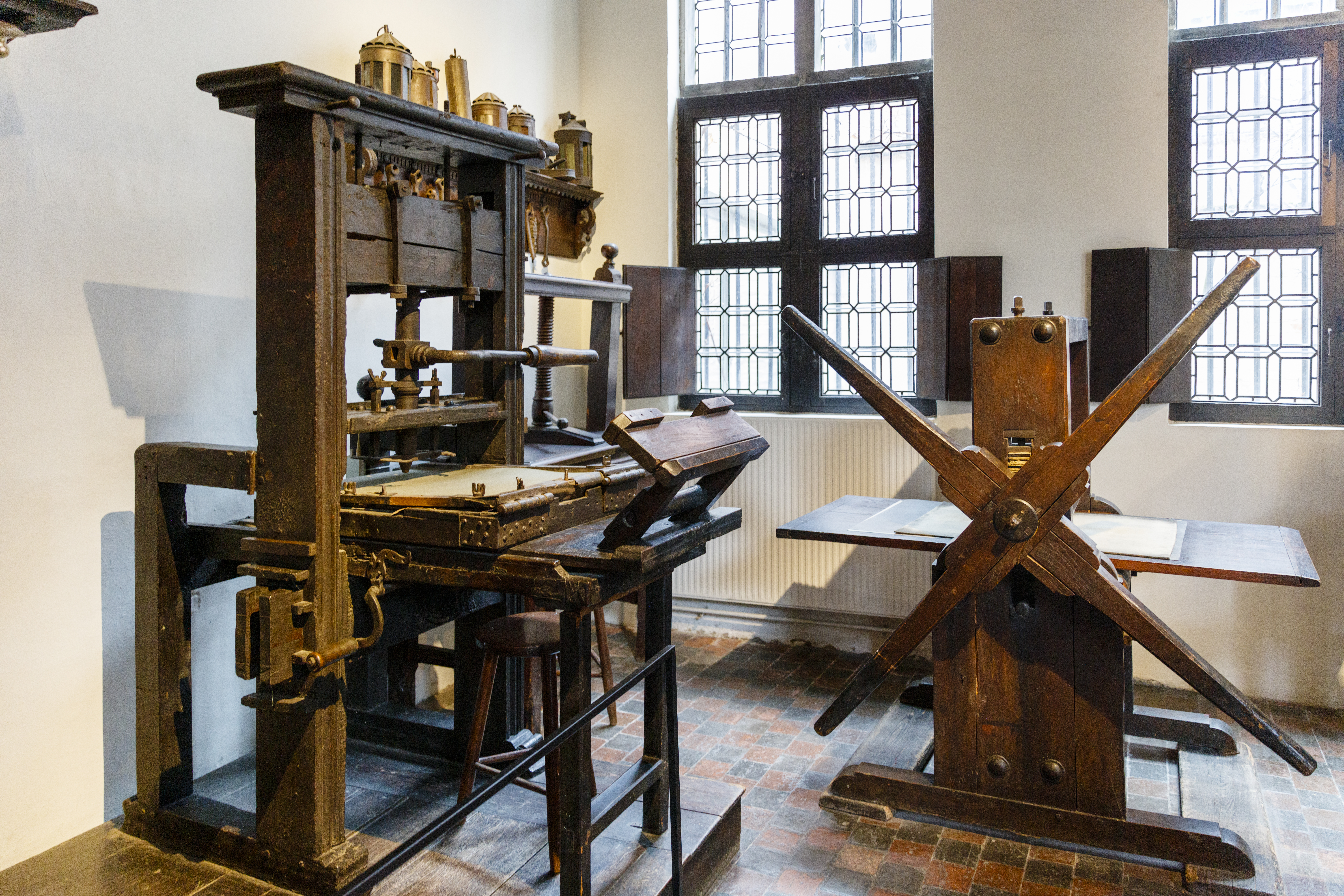
Historische Druckerpresse

## Museum und Bibliothek

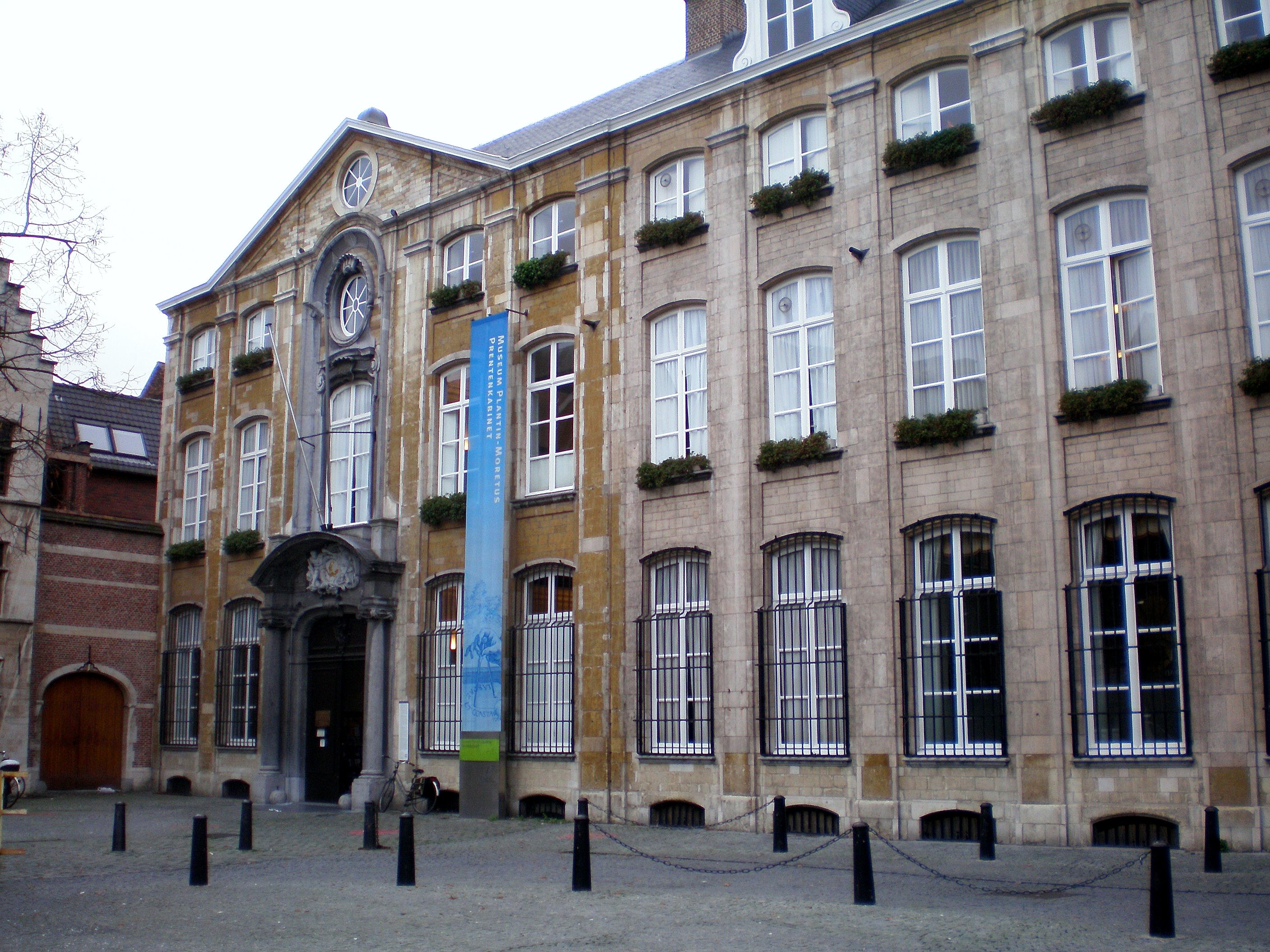
Das Museum heute (Eingangsbereich am Vrijdagmarkt)

1876 verkaufte Edward Moretus (1804–1880) die Druckerei mit dem gesamten Inventar an die Stadt Antwerpen, die ein Museum einrichtete.
Das Haus am Vrijdagmarkt vereinigte Arbeits- und Wohnbereich. Die prächtige Patrizierwohnung ist mit Kunstmöbeln, Bildern (u. a. von Rubens), Goldleder-Tapeten, Skulpturen und Porzellan ausgestattet.
Das Museum beherbergt die ältesten Druckpressen der Welt (um 1600) und eine typografische Schatzkammer mit zahllosen metallenen Drucklettertypen. Darüber hinaus ist die Sammlung von Druckgrafiken aus dem 16. und 17. Jahrhundert eine der bedeutendsten der Welt.
Die Bibliothek mit rund 25.000 alten Bänden bietet einen fast vollständigen Überblick über die Buchproduktion der Plantiniana vom 16. bis ins 19. Jahrhundert, besitzt aber auch ca. 600 Handschriften des 9.–16. Jahrhunderts und das komplette Geschäftsarchiv der Officina Plantiniana. Zu den wichtigsten Werken zählen die fünfsprachige Biblia Polyglotta (1567–1572), Abraham Ortelius’ berühmter Atlas Theatrum Orbis Terrarum (1579), der Thesaurus Teutoniae Linguae und das Kräuterbuch des Rembert Dodoens. Im Museum wird das einzige erhaltene Exemplar der Flandernkarte Gerhard Mercators aufbewahrt.

### Gutenberg-Bibel

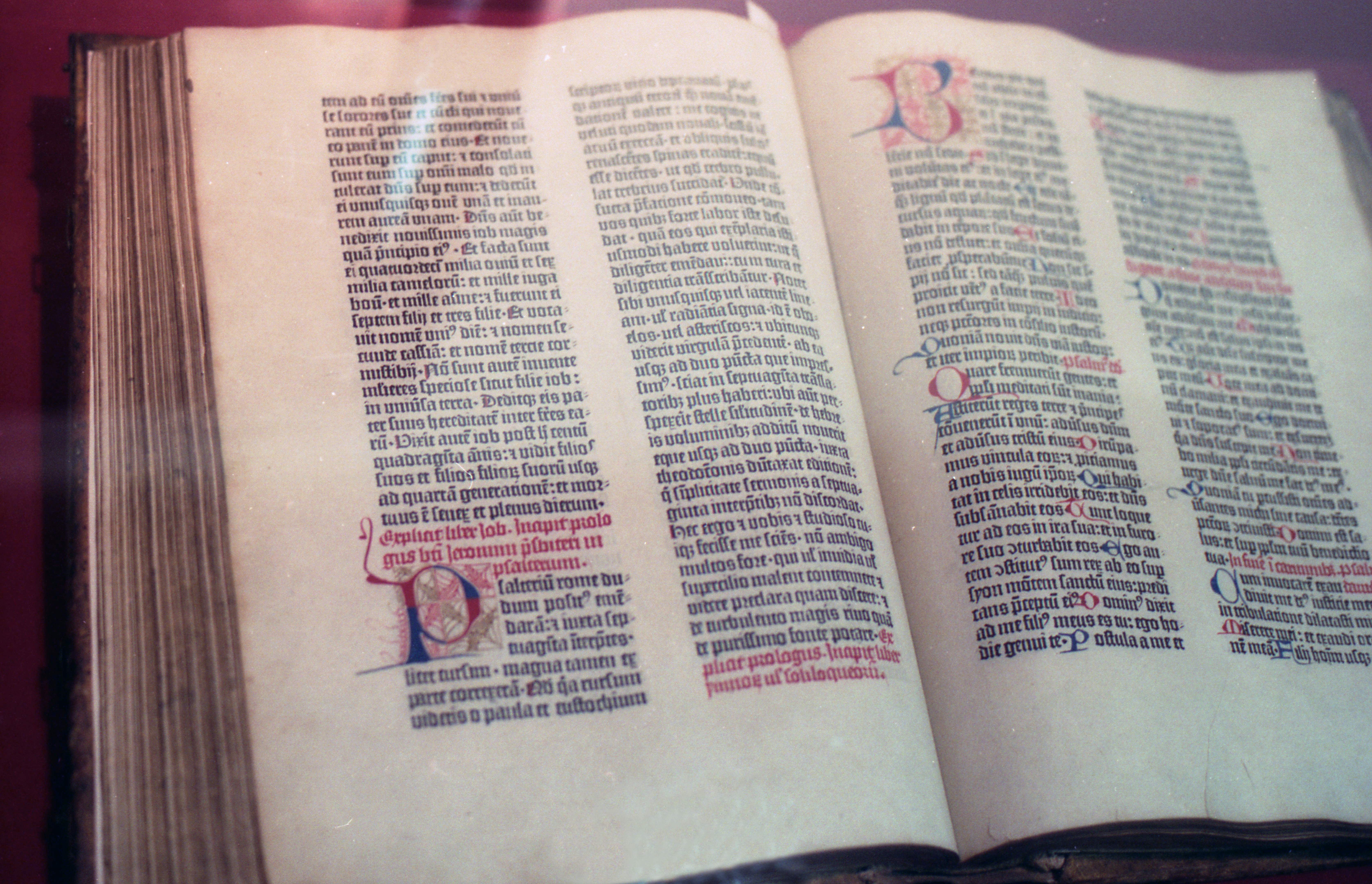
36-zeilige Gutenberg-Bibel (ca. 1461)

Das Museum ist im Besitz der sogenannten 36-zeiligen Gutenberg-Bibel, von der weltweit nur noch 14 Exemplare existieren. Die Ausgabe stammt aus dem Jahr 1461 oder früher und ist wohl die zweitälteste Gutenberg-Bibel überhaupt. (Es existiert noch eine 42-zeilige Gutenberg-Bibel, die wahrscheinlich 1452 bis 1455 oder früher entstand). Die Bibel wurde mit den beweglichen Lettern von Johannes Gutenberg gedruckt. Es ist möglich, aber nicht überliefert, dass sie von Albrecht Pfister gedruckt wurde.
Das Augustinerkloster Nürnberg schenkte die Bibel 1514 dem Antwerpener Augustinerkloster. Als dieses im Zuge der Reformation 1522 aufgelöst wurde, kam die Bibel in den Handel. Es ist nicht bekannt, wie sie in den Besitz des Plantin-Moretus-Museums kam.